# نظام عصبي ضبابي
الأنظمة العصبية الضبابية (بالإنجليزية: Neuro-Fuzzy Systems)‏ هي أنظمة هجينة متكونة من أنظمة الشبكات العصبية الاصطناعية والأنظمة الضبابية أي القائمة على المنطق الضبابي. الهدف من هذه الأنظمة الهجينة هي استغلال كل من خصائص الأنظمة العصبية الاصطناعية كالتعميم والأنظمة الضبابية التي تحاكي في عملها عمليات التفكير البشري.
عادة ما تعتبر هذه الأنظمة تطويرا لأنظمة المنطق ضبابي لكنها أيضا تستعمل للدلالة على:
- تحسين أو ضبط معاملات الشبكات العصبية الاصطناعية كعدد النيورونات في الشبكة أو معامل التعلم
- نمذجة الضبابية أو طرق الاستنتاج الضبابي عن طريق الشبكات العصبية الاصطناعية

و يتم عادة التفرقة بين نوعين من الأنظمة العصبية الضبابية:
- الأنظمة الهجينة hybrid neuro fuzzy systems التي لا يمكن فيها فك الارتباط بين النظام العصبي ونظام المنطق الضبابي حيث أن الشبكة يمكن فهمها على أنها نظام شبكات عصبية اصطناعية أو في نفس الوقت كنظام منطق ضبابي
- الأنظمة التعاونية cooperative neuro fuzzy systems: وهي أنظمة يتم فيها استعمال شبكة عصبية اصطناعية للتحصل على المعاملات الخاصة بنظام المنطق الضبابي كدالة الانتماء ومن ثم يتم فصل الشبكة عنه ويعمل نظام المنطق الضبابي بمفرده

## أنظمة الشبكات العصبية الضبابية الهجينة
يمكن فهم الأنظمة العصبية الضبابية الهجينة كنظام شبكات عصبية صناعية وكنظام منطق ضبابي في نفس الوقت. لهذا النوع من الأنظمة ميزة كبيرة وهي إمكانية إضفاء معنى أو سياق على معاملات الشبكة العصبية أي سيمانتيك semantic على الشبكة وبالتالي إمكانية استعمال معلومات عن النظام عند النمذجة. 

عادة ما يتم في هذه المقاربة استعمال الشبكات العصبية ذات الدالة المحدودة Radial basis function network والتي تكون دالة تحوليها عبارة على هضبة غاوس أي:
- {\displaystyle e^{-{\frac {1}{2}}{\frac {(x-\mu )^{2}}{\sigma ^{2}}}}}

استعمال هذا النوع من النورونات في الطبقة الوسيطة أو المخفية hidden layer للشبكة يمكننا من تحقيق أول خطوة في نظام المنطق الضبابي الذي هو عبارة على جملة من القواعد أو مجموعة من الشروط ونتائج الشروط. الطبقة المخفية يمكن فهمها على أنها حساب قيمة الشروط Premise حسب طريقة لارسن للربط بين المقولات المنطقية أو بما يسمى معيار لارسن Larsen t-norm. حيث يتم ضرب دالة الانتماء Membership function ببعضها لكل من المقولات المنطقية الأولية ليتم معرفة دالة انتماء المقولة المركبة A and B مثلا.

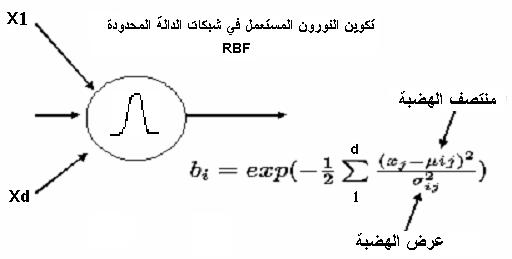

الخطوة التالية في عمل أنظمة المنطق الضبابي بعد حساب قيمة تحقق الشروط الأولية والشروط المركبة هو حساب قيمة الاستنتاجات conclusion باستعمال معيار لارسن أيضا. هذا الاستنتاج في أنظمة المنطق الضبابي يتم ترجمته بعملية ضرب مخارج الطبقة الوسطى بالأوزان weights حيث يمكن اعتبار قيمة الوزن كقيمة النتيجة هذه العملية تسمى الاستنتاج ويليها خطوة التجميع حيث يتم تجميع قيمة الاستنتاجات بالنسبة لمختلف القواعد الموجودة ويمكن تسمية هذه الخطوة خطوة التجميع وهي خطوة تحصل على مستوى طبقة الإخراج بالنسبة للشبكة العصبية. في المرحلة الأخيرة يتم الانتقال من دالة انتماء إلى عدد صحيح وهذه المرحلة تسمى رفع لضبابية أو defuzzyfication. الصورة في الأسفل تلخص هذه العملية:

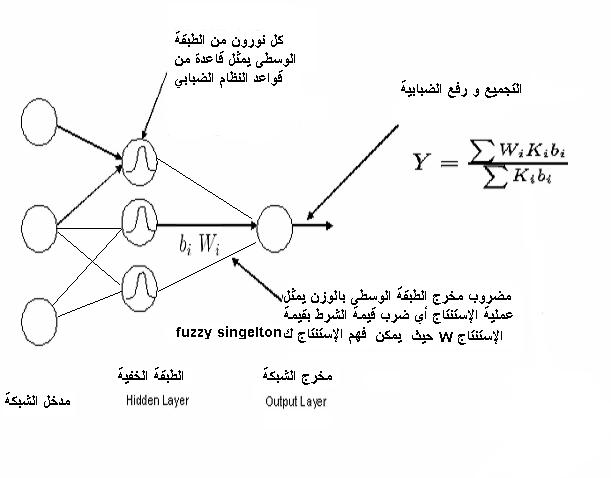

بعد تصميم النظام العصبي الضبابي بالطريقة المبينة أعلاه يتم تدريب الشبكة على تعلم معاملتها التي هي عرض ووسط دالة الانتماء بالإضافة إلى الوزن W ويمكن من أجل ذلك استعمال خوارزمية التعلم المسمات بالتغذية الخلفية Backpropagation

## تطبيق الأنظمة العصبية الضبابية الهجينة
يمكن تطبيق الأنظمة العصبية الضبابية في العديد من المجالات كاستقراء تغيرات البورصة مثلا. حيث يمكن اعتماد متغيرات مثل قيمة الصرف ومؤشرات البورصة العالمية إلخ.. كمداخل للشبكة وتمثل الطبقة الوسطى مجموعة من القواعد على شاكلة:
- إذا كان مؤشر البورصة الأمريكية مرتفعا و سعر الصرف مرتفعا فإن مؤشر البورصة المحلي منخفض

و يتم عن طريق القياسات تعليم الشبكة المعاملات المناسبة
الأنظمة العصبية الضبابية القابلة للتكيف Adaptive Neuro-Fuzzy Inference System
ظهرت الأنظمة الذكية في عدة من مجالات الصناعة الحديثة، مثل علم صناعة الروبوت «الإنسان الالي» وأنظمة التحكم بالصناعة ومعظم هذه الأنظمة مبنية على الية التحكم الضبابية والتي تصف نظام معقد من العلاقات الرياضية بمجموعة من العبارات اللغوية.
تاتي عبارة أنظمة ضبابية من حقيقة ان معظم المشاكل في الحياة العملية هي مشاكل غير واضحة المعطيات وتوضح طبيعة الإنسان انه قادر على القيام بوظائف متعددة بالتقريب والفكرة هنا القدرة على تلخيص كمية هائلة من المعطيات والبقاء قادرا على حل المشاكل بفعالية.
كيف تعمل هذه الأنظمة؟
بافتراض ان مجموعة من المدخلات والمخرجات بحوزتنا ونود إنشاء نظام ضبابي لتقريب هذه البيانات يتكون النظام من مجموعة من الاقترانات التي تبين نسبة المشاركة ""mempership function ومجموعة من القواعد ذات المتغيرات القابلة للتعديل لتضبط هذه الاقترانات.
الهدف من خاصية التكيف هو إنشاء نظام ضبابي محسن وهو عبارة عن القدرة على تحويل المعرفة إلى مجموعة من القيود للتقليل تعددية ابحاث الزيادة في الجودة ومن وجهة الباحثين في الخلاية العصبية الصناعية هو القدرة على إنشاء شبكة قادرة على التعديل الذاتي لعناصرها.
بالرغم من هذه الخصائص فان هذه الأنظمة بها بعض العيوب حيث انها ذات ناتج واحد وهذا يقلل عدد المشاكل التي يمكنها التعامل معها وان شكل الاقترانات لا يتغير في عملية التعلم مما يؤدي إلى ضعف في المحاكاة.
يتكون النظام من عدة طبقات كما هو موضح في الشكل التالي ولكل منها وظيفته:
الطبقة الأولى:-
هي الطبقة التي تتعامل مباشرة مع المدخلات حيث تقوم هذه الطبقة بحساب نسبة المشاركة لمجموعة المدخلات حسب القواعد التالية.
الطبقة الثانية:-
تقوم بحساب قوة القواعد الموضوعة حسب القاعدة.
الطبقة الثالثة:
تقوم بحساب نسبة قوة قاعدة معينا إلى القواعد الأخرى.
الطبقة الرابعة:-
نقوم في هذه الطبقة بإضافة بعض المتغيرات التي تسلسل البيانات.
الطبقة الخامسة:-
هي الطبقة التي تنتج الجواب النهائي حسب المعادلة
بعد دراسة خصائص هذا النظام وطبيعة العمارة التي يقوم عليها وتتابع سير البيانات فانه يتحتم علينا عرض طريقة التعلم في هذا النظام في ما يلي سنعرض خوارزمية التعلم الهجين " hybrid learning algorithm"
من خلال دراسة طبيعة النظام يتضح أن الناتج النهائي يمكن التعبير عنها كمجموعة خطية بالنسبة إلى المتغيرات التي تحدد تسلسل البيانات.
تقسم عملية التعلم إلى قسمين رئيسيين الأول هو التمرير الأمامي وفي هذه المرحلة يتم تعديل المتغيرات التي تحدد تسلسل البيانات في الطبقة الرابعة حسب مبدءا المربع الأقل، أما القسم الأخر فهو التمرير الخلفي وبحسب التسمية المطلقة عليه فان التسلسل يكون عكسيا من الناتج إلى المدخلات وفي هذه المرحلة يتم تعديل المتغيرات في قواعد القانون المستخدم في حساب نسبة المشاركة الموجود في الطبقة الأولى من الشبكة.
.بعد النظر على الأنظمة الضبابية وبعض الأسس المتعلقة بها لابد من ذكر بعض التطبيقات المهمة لها من أجدر هذه التطبيقات بالذكر هي
• Margoil Oil Thickness Estimator
• Voltage Instability Predictor (Smart Relay)
• Collateral Evaluation for Mortgage Approval
النظام بشكله العملي: في ما يلي سوف نتعرف على الأحد تطبيقات النظام بشكلها المفصل وهو ازالة التشويش من الصور باستخدام الأنظمة الذكية الضبابية يقوم النظام بتقسيم الصور إلى الوحدات الأساسية للصور الا وهي البيكسل ومن ثم يحدد الوحدات التي من المحتمل ان تكون معطوبة وعملية تقريب لاحتمال ان تكون الوحدات الجانبية قد تاثرت بهذا الخلل يتم اكتشاف الوحدات المعطوبة باستخدام قانون المثلثات حيث تقسم الصورة إلى مجموعة من المثلثات وتعتبر النقاط التي تمثل رؤوي المثلث هي البيانات الصحيحة والنقاط الواقعة في المنتصف هي الملفات المعطوبة وفي ما يلي صورة توضح العملية